# 斯派爾斯 (伊利諾伊州)
斯派爾斯（英語：Spires）是位於美國伊利諾伊州伍德福德縣的一個非建制地區。該地的面積和人口皆未知。

## 地理
斯派爾斯的座標為40°48′41″N 89°26′15″W / 40.81139°N 89.43750°W，而該地的平均海拔高度為217米（即712英尺）。